# Minotauria attemsi
Espèce
Minotauria attemsi est une espèce d'araignées aranéomorphes de la famille des Dysderidae.

## Distribution
Cette espèce est endémique de Crète en Grèce.

## Étymologie
Cette espèce est nommée en l'honneur de Carl Graf Attems.

## Publication originale
- Kulczyński, 1903 : Aranearum et Opilionum species in insula Creta a comite Dre Carolo Attems collectae. Bulletin international de l'Académie des Sciences de Cracovie, Classe des Sciences Mathématiques et Naturelles, vol. 1903, p. 32-58.